# دیولا فوتو
دیولا فوتو (مجاری: Gyula Futó؛ ۲۹ دسامبر ۱۹۰۸ – ۲ اکتبر ۱۹۷۷) بازیکن فوتبال اهل مجارستان بود.
وی همچنین در تیم ملی فوتبال مجارستان بازی کرده‌است.